# باراجوق
باراجوق هي قرية في مقاطعة أرومية، إيران. يقدر عدد سكانها بـ 519 نسمة بحسب إحصاء 2016.